# Elskovs forbandelse
Elskovs forbandelse (originaltitel Alimony) er en amerikansk stumfilm fra 1924 af James W. Horne.

## Medvirkende
- Grace Darmond som Marion Mason
- Warner Baxter som Jimmy Mason
- Ruby Miller som Gloria Du Bois
- William A. Carroll som Philip Coburn
- Jackie Saunders som Betty Coburn
- Clyde Fillmore som Granville
- Herschel Mayall som Blake
- Alton Brown som Grey